# Hinterrhein (Grisons)
Hinterrhein (en romanx Valragn) és un municipi del cantó dels Grisons (Suïssa), situat al districte de Hinterrhein, al costat nord del coll de San Bernardino.